# Рибейран-Прету (аэропорт)
Аэропорт Рибейран-Прету (порт. Aeroporto de Ribeirão Preto) полное название Аэропорт Рибейран-Прету – Доктор Лейти Лопес (Aeroporto de Ribeirão Preto - Dr. Leite Lopes ) (Код ИАТА: RAO) — бразильский аэропорт, обслуживающий город Рибейран-Прету. Находится в 18 км от центра города.
Управляется компанией DAESP.

## История
Аэропорт Доктор Лейти Лопес был открыт 2 апреля 1939 года. Через год была впервые расширена взлётно-посадочная полоса.
В 1996 году в аэропорту была произведена главная реконструкция, в результате которой взлётно-посадочная полоса и смежная рулёжная дорожка были расширены с 1800 м. до 2100 м., а также был построен новый больший перрон.
В 2006 году ширина взлётно-посадочной полосы была увеличена до 45 м., и наконец в июле 2010 года была завершена реконструкция и расширение здания терминала .

## Авиалинии и направления
| Авиалинии | Назначения |
| --------- | --- |
| Passaredo | Баррейрас, Белу-Оризонти (Карлос Друммонд де Андраде), Бразилиа, Куяба, Куритиба, Гояния, Жи-Парана, Палмас, Ресифи, Рио-де-Жанейро (Сантос-Дюмон), Сан-Жозе-ду-Риу-Прету, Салвадор, Сан-Паулу (Сан-Паулу/Гуарульос), Уберландия и Витория-да-Конкиста.        |
| TAM       | Рио-де-Жанейро (Сантос-Дюмон), Сан-Жозе-ду-Риу-Прету, Ресифи и Сан-Паулу (Конгоньяс/Сан-Паулу). |
| TRIP      | Белу-Оризонти (Карлос Друммонд де Андраде), Кабу-Фриу, Говернадор-Валадарис, Ипатинга, Жуис-ди-Фора, Монтис-Кларус, Порту-Сегуру, Риу-Верди, Рио-де-Жанейро (Сантос-Дюмон), Салвадор, Сан-Жозе-дус-Кампус, Убераба, Уберландия, Витория и Витория-да-Конкиста. |
| Pantanal  | Сан-Паулу (Конгоньяс/Сан-Паулу и Сан-Паулу/Гуарульос), Убераба, Бауру, Куритиба, Белу-Оризонти (Танкреду Невес), Марилия, Маринга, Порту-Алегри, Президенти-Пруденти и Жуис-ди-Фора.                                                                           |
| Webjet    | Белу-Оризонти (Танкреду Невес), Порту-Алегри, Бразилиа, Куритиба, Рио-де-Жанейро, Навегантис, Фос-ду-Игуасу, Салвадор, Ресифи, Форталеза, Натал и Порту-Сегуру, (с 02.12).                                                                                     |